# Frederick Parker Burden
Pour les articles homonymes, voir Frederick Burden et Burden.
Frederick Parker Burden (28 décembre 1874-21 janvier 1971) est un homme politique canadien de la Colombie-Britannique. Il est député provincial conservateur de la circonscription britanno-colombienne de Fort George de 1928 jusqu'à sa démission en juin 1930 pour accepter un porte d'agent-général de la Colombie-Britannique en octobre 1930.
Il est ministre des Terres dans le cabinet du premier ministre Simon Fraser Tolmie d'août 1928 à octobre 1930.

## Biographie
Né dans le Comté d'York au Nouveau-Brunswick, Burden étudie à Fredericton et à l'université du Nouveau-Brunswick.
Burden meurt à Kelowna en janvier 1971 à l'âge de 96 ans.
Le livre Garibaldi Park: a wonderland of majestic mountains, mighty glaciers, emerald lakes and flower-clad alplands near Vancouver, British Columbia est publié par le département des Terres avec Burden inscrit comme auteur en 1929.